# Санта Доменика Талао (Козенца)
Санта Доменика Талао (итал. Santa Domenica Talao) је насеље у Италији у округу Козенца, региону Калабрија.
Према процени из 2011. у насељу је живело 998 становника. Насеље се налази на надморској висини од 220 м.

## Становништво
Према резултатима пописа становништва 2011. у општини је живело 1.272 становника.
| 1931. | 1936. | 1951. | 1961. | 1971. | 1981. | 1991. | 2001. | 2011. |
| ----- | ----- | ----- | ----- | ----- | ----- | ----- | ----- | ----- |
| 1.841 | 2.139 | 2.139 | 1.691 | 1.451 | 1.419 | 1.378 | 1.314 | 1.272 |

## Партнерски градови
- Castelnuovo Scrivia